# Carlo H. De' Medici
Carlo Hakim De' Medici (Parigi, 29 agosto 1887 – Como, 1º ottobre 1956) è stato un giornalista e scrittore italiano.
Nato come Carlo Hakim, di origini franco-austriache, trascorse la sua adolescenza a Gradisca d'Isonzo nella "Villa de Medici". Dopo la morte del padre John Hakim de Medici, ricco banchiere ebreo francese vi si trasferì con la madre Marie Caroline Wilhelmine Verstl fino alla vendita della villa avvenuta nel 1921. Fu giornalista, scrittore, illustratore e studioso di scienze occulte. Si dedicò prevalentemente alla narrativa gotica. Scrisse testi di occultismo ed esoterismo. Nulla si sa della sua morte né tantomeno della sua sepoltura.
Riscoperto come scrittore agli inizi del ventunesimo secolo dalla casa editrice Cliquot di Roma, viene citato nella storia di Dampyr Gomorya, pubblicata in prima edizione nell'agosto 2023.

## Opere
- Roma (1915)[4]
- Jésus (1915)[4]
- Gomòria racconto magico (Milano, Facchi, 1921); Nuova edizione: Gomòria, (Cliquot, 2018, 9788899729219); ed. Deluxe cartonata a tiratura limitata (2018, 9788899729226).  [1]
- I topi del cimitero, raccolta di racconti (1924); Nuova edizione: I topi del cimitero, (Cliquot, 2019, 9788899729288); ed. Deluxe cartonata a tiratura limitata (2019, 9788899729295) [1]
- Leggende friulane (1924); Nuova edizione: Leggende friulane (Cliquot, 2023, 9788899729592).[1]
- Nirvana d'amore (1925)[1]
- Lettere a pinco pallino: un libro postumo (1933)[1]
- Aquileia seconda Roma: una rievocazione  (1939)[1]